# Cleisostoma discolor
Cleisostoma discolor är en orkidéart som beskrevs av John Lindley. Cleisostoma discolor ingår i släktet Cleisostoma och familjen orkidéer. Inga underarter finns listade i Catalogue of Life.